# Nił Hilewicz
Nił Hilewicz (biał. Ніл Сымонавіч Гілевіч; ur. 30 listopada 1931 w Słobodzie koło Łohojska, zm. 29 marca 2016 w Mińsku) – białoruski poeta, działacz kulturalny i polityk związany z Białoruskim Frontem Ludowym.

## Życiorys
W młodości pracował jako listonosz w kołchozie. W 1951 ukończył Miński Instytut Pedagogiczny, pracował jako nauczyciel w jednej ze stołecznych szkół. Pięć lat później został absolwentem filologii białoruskiej i rosyjskiej na Białoruskim Uniwersytecie Państwowym. W 1954 otrzymał legitymację Związku Pisarzy Białoruskiej SRR, pracował jako dziennikarz w gazecie „Zwiezda”. Od 1960 zatrudniony w Katedrze Literatury Białoruskiej w Białoruskim Uniwersytecie Państwowym. W 1980 objął stanowisko I sekretarza Związku Pisarzy Białoruskiej SRR (był nim do 1989).
W 1980 został laureatem Nagrody Państwowej Białoruskiej Republiki Radzieckiej im. Janka Kupały. Otrzymał również Międzynarodową Nagrodę Christo Botewa za poezję rewolucyjną i publicystykę.
W 1985 objął mandat deputowanego do Rady Najwyższej Białoruskiej SRR. Ponownie wybrany w 1990, związał się z frakcją Białoruskiego Frontu Ludowego „Odrodzenie”. Wchodził w skład Prezydium Rady Najwyższej oraz pełnił urząd przewodniczącego Komisji Kultury. Sprzeciwiał się nadaniu rosyjskiemu statusu języka państwowego.
W latach 1989–1997 pełnił funkcję przewodniczącego Towarzystwa Języka Białoruskiego im. Franciszka Skaryny, redagował jego biuletyn „Nasze słowo”.
Jest jednym z bardziej znanych białoruskich twórców. W twórczości posługuje się stylizacją folklorystyczną. Jego poezja odwołuje się do dydaktyzmu, uznawana jest za formę publicystyki społecznej.
Został odznaczony m.in. Orderem Czerwonego Sztandaru Pracy i Orderem Przyjaźni Narodów.